# AMSN
aMSN – klon Windows Live Messengera na licencji GPL. Jego głównym celem jest umożliwienie użytkownikom systemu operacyjnego Linux kontaktu z osobami, które używają programu firmy Microsoft, dostępnego tylko w systemach Windows i MacOS. W tym celu aMSN naśladuje wygląd Windows Live Messengera. Ma również wsparcie na wiele jego funkcji.